# Ikla
Ikla är en ort i Estland. Den ligger i Häädemeeste kommun och landskapet Pärnumaa, i den sydvästra delen av landet, 170 km söder om huvudstaden Tallinn. Ikla ligger 5 meter över havet och antalet invånare är 171. Ikla ligger vid gränsen till Lettland, med Ainaži som närmaste lettiska ort.
Terrängen runt Ikla är platt. Havet är nära Ikla åt nordväst. Runt Ikla är det mycket glesbefolkat, med 4 invånare per kvadratkilometer. Närmaste större samhälle är Treimani, 5,1 km norr om Ikla. I omgivningarna runt Ikla växer i huvudsak blandskog.